# Delphinium leroyi
Delphinium leroyi är en ranunkelväxtart som beskrevs av Adrien René Franchet och Ernst Huth. Delphinium leroyi ingår i släktet storriddarsporrar, och familjen ranunkelväxter. Inga underarter finns listade i Catalogue of Life.